# Kopy
Kopy er det tredje studiealbum fra den danske sanger, sangskriver og musiker Lars H.U.G.. Albummet udkom i 1989 på Medley Records. Det blev nomineret til en Danish Music Award for Årets danske album i 1990. Kopy har solgt 81.000 eksemplarer.

## Sange
| #   | Titel                     | Sangskriver(e)                                                                                          | Original kunstner               | Længde |
| --- | ------------------------- | --- | ------------------------------- | ------ |
| 1.  | "Dansevise"               | Otto Francker, Sejr Volmer-Sørensen                                                                     | Grethe og Jørgen Ingmann        | 3:25   |
| 2.  | "Så længe jeg lever"      | John Mogensen                                                                                           | John Mogensen                   | 3:45   |
| 3.  | "Skibet skal sejle i nat" | Erik Fiehn, Poul Sørensen                                                                               | Gustav Winckler og Birthe Wilke | 4:30   |
| 4.  | "Sæsonen er slut"         | C.V. Jørgensen, Billy Cross                                                                             | C.V. Jørgensen                  | 4:37   |
| 5.  | "Kvinde min"              | Kim Larsen, Gasolin', Mogens Mogensen                                                                   | Gasolin'                        | 5:31   |
| 6.  | "Rose"                    | Sebastian                                                                                               | Sebastian                       | 6:38   |
| 7.  | "Smuk og dejlig"          | Anne Linnet                                                                                             | Shit & Chanel                   | 3:34   |
| 8.  | "Når lygterne tændes"     | Jimmy Kennedy, Hugh Williams, Edmond Max ("Red Sails in the Sunset"); dansk tekst af Carl Viggo Meincke |                                 | 3:35   |
| 9.  | "Aldrig mere"             | Lars H.U.G.                                                                                             | Kliché                          | 5:40   |
| 10. | "Solen er så rød, mor"    | Carl Nielsen, Harald Bergstedt                                                                          |                                 | 2:37   |